# Элкхарт (округ)
Э́лкхарт (англ. Elkhart County) — округ в штате Индиана, США. Официально образован в 1830 году. По состоянию на 2010 год, численность населения составляла 197 559 человек.

## География
По данным Бюро переписи США, общая площадь округа равняется 1 212,044 км2, из которых 1 199,611 км2 суша и 12,432 км2 или 1,030 % это водоёмы.

## Население
По данным переписи населения 2000 года в округе проживает 182 791 жителей в составе 66 154 домашних хозяйств и 47 630 семей. Плотность населения составляет 152,00 человека на км2. На территории округа насчитывается 69 791 жилых строений, при плотности застройки около 58,00-ми строений на км2. Расовый состав населения: белые — 86,40 %, афроамериканцы — 5,23 %, коренные американцы (индейцы) — 0,27 %, азиаты — 0,92 %, гавайцы — 0,04 %, представители других рас — 5,36 %, представители двух или более рас — 1,78 %. Испаноязычные составляли 8,92 % населения независимо от расы.
В составе 36,40 % из общего числа домашних хозяйств проживают дети в возрасте до 18 лет, 56,80 % домашних хозяйств представляют собой супружеские пары проживающие вместе, 10,50 % домашних хозяйств представляют собой одиноких женщин без супруга, 28,00 % домашних хозяйств не имеют отношения к семьям, 22,60 % домашних хозяйств состоят из одного человека, 8,40 % домашних хозяйств состоят из престарелых (65 лет и старше), проживающих в одиночестве. Средний размер домашнего хозяйства составляет 2,72 человека, и средний размер семьи 3,18 человека.
Возрастной состав округа: 28,90 % моложе 18 лет, 9,50 % от 18 до 24, 29,80 % от 25 до 44, 20,90 % от 45 до 64 и 20,90 % от 65 и старше. Средний возраст жителя округа 33 года. На каждые 100 женщин приходится 98,80 мужчин. На каждые 100 женщин старше 18 лет приходится 96,10 мужчин.
Средний доход на домохозяйство в округе составлял 44 478 USD, на семью — 50 438 USD. Среднестатистический заработок мужчины был 35 907 USD против 24 051 USD для женщины. Доход на душу населения составлял 20 250 USD. Около 5,80 % семей и 7,80 % общего населения находились ниже черты бедности, в том числе — 10,20 % молодежи (тех, кому ещё не исполнилось 18 лет) и 6,50 % тех, кому было уже больше 65 лет.